# Wilfried Rösch und seine Böhmischen Freunde
Wilfried Rösch und seine Böhmischen Freunde war eine Blaskapelle aus dem süddeutschen Raum. In der Formation waren 25 Musikanten aktiv. Die musikalische Leitung war Wilfried Rösch unterstellt, das Management Klaus Huber. Viele Stücke der Musikkapelle wurden von Rösch selbst komponiert.

## Geschichte

### Wilfried Rösch und seine Original Böhmischen
1987 gründete Wilfried Rösch das Blasorchester Wilfried Rösch und die Original Böhmischen aus Amateurmusikern. Dieses Projekt wurde auf dem Höhepunkt seiner Popularität im Jahr 2000 beendet. In dieser Kapelle spielte auch Mathias Gronert, der inzwischen ein eigenes Orchester leitet. 

### Wilfried Rösch und seine Böhmischen Freunde
Nach zweijähriger Pause kehrte Rösch mit seinem neuen Orchester Wilfried Rösch und seine Böhmischen Freunde wieder in die Blasmusikszene zurück. Die Eröffnungstournee startete im November 2002 mit fünf Konzerten und war ausverkauft.
Das Orchester fällt vor allem durch seinen markanten Spielstil auf (Dynamik, Tempi, Stilveränderungen, Übertreibungen…), so werden traditionelle Blasmusik-Stücke neu interpretiert und regelrecht „zelebriert“.
2013 gab Rösch bekannt, die Leitung des Orchesters abzugeben, was das Ende der Böhmischen Freunde bedeutete. Es fand eine große Abschiedstour in den Jahren 2014 und 2015 statt. Aufgrund der hohen Nachfrage folgten weitere Auftritte zwischen Oktober 2017 und April 2018 unter dem Namen Projektorchester Wilfried Rösch mit böhmischen Freunden.

## Diskographie

### Wilfried Rösch und seine Böhmischen Freunde
- Comeback, Adler Musikverlag, 2003
- Kompliment, Adler Musikverlag
- Frisch serviert, Adler Musikverlag
- Überraschend böhmisch, Adler Musikverlag
- Die Welt der Marschmusik, EGOTON Musikverlag, 2010
- Zauberhafte Blasmusik, EGOTON Musikverlag, 2011
- Tolle Zeiten, EGOTON Musikverlag, 2013
- 25 Jahre (Live-CD), EGOTON Musikverlag, 2015
- Abschlusskonzert 2015 (Live-CD)

### Wilfried Rösch und seine Original Böhmischen
- Musik mit Schwung, Tyrolis LP 150 385, 1991
- So klingt’s bei uns, Tyrolis, 1994
- Lieder für Euch (5-jähriges Bestehen), Tyrolis, 1994
- Nimm Dir Zeit für die Musik, Tyrolis, 1995
- Liebenswerte Freunde, Tyrolis, 1996
- Ein Dankeschön für gute Freunde (10-jähriges Bestehen), Tyrolis, 1997
- Musikantenliebe, Tyrolis, 1999
- Ihre schönsten instrumentalen Melodien, Tyrolis, 2006